# Lycée Toffa-Ier
Le lycée Toffa-Ier est un établissement d'enseignement secondaire public créé le 29 novembre 1930 à Porto-Novo et inauguré par valluy, sourou Migan Apithy et R. Guerard (chef du service agriculture)[réf. à confirmer].

## Description
Le bâtiment du lycée Toffa-Ier est un bâtiment colonial de style afro-brésilien. Il a la forme de la lettre E vu du ciel. C'est un édifice de rez-chaussée d'un niveau en tôles, de couleur blanche, il est situé entre deux voies. Aujourd'hui il fait partie du patrimoine historique de la ville de Porto-Novo,.